# Bi-curiozitate

Bi-curiozitatea (en. Bi-curious) sau bicurios, bi-curios, bicurious, bicuriozitate, bicuriozitatea este o descriere aplicată uneori unei persoane de orientare sexuală heterosexuală sau homosexuală, care are o oarecare curiozitate sau deschidere în legătură cu activitățile sexuale cu o persoană de un sex sau gen pe care nu îl favorizează.  Termenul este uneori folosit pentru a descrie un continuu al sexualității între heterosexualitate și bisexualitate sau între homosexualitate și bisexualitate.  Însă fără a se identifica ca fiind bisexuale.  Termenii heteroflexibili și homoflexibili sunt, de asemenea, aplicați bi-curiozității, deși unii autori disting heteroflexibilitatea (sau homoflexibilitatea) ca fiind lipsită de „dorința de a experimenta cu… sexualitatea” implicată de eticheta bi-curiozitate.  Este o formă de orientare sexuală sau comportament sexual situațional, ocazional caracterizat prin activitate homosexuală minimă.  
Termenul bi-curios implică faptul că individul are experiență limitată sau deloc cu sexul/genul pe care nu îl favorizează fie că este heterosexual sau homosexual, dar poate continua să se autoidentifice ca bi-curios dacă nu simte că a explorat în mod adecvat aceste sentimente. Alfred Kinsey, în 1948, estima că mai mult de 1/3 dintre bărbați au avut o experiență cu sexul opus.
Mulți consideră bi-curiozitatea o practică sexuală.   